# Arisbe
Arisbe (en grec antic Ἀρίσβη) era una ciutat de Mísia entre Percote i Abidos, a la riba del riu Seillis. Homer la menciona al "Catàleg dels troians", a la Ilíada, i diu que era una de les ciutats del rei Asi que van anar a ajudar Príam a la guerra de Troia.
Era una colònia de Mitilene fundada segons la llegenda per Escamandros i per Ascani, fill d'Enees.
L'exèrcit d'Alexandre el Gran es va concentrar a Arisba després de passar l'Hel·lespont, segons diu Flavi Arrià. Els gàlates, quan van passar a Àsia per suggeriment d'Àtal I de Pèrgam, van ocupar la ciutat però van ser derrotats allí pel rei Prúsies I de Bitínia el 216 aC. A l'Època d'Estrabó era un lloc pràcticament oblidat, encara que s'han trobat monedes de la ciutat del temps de Trajà.
Una altra ciutat anomenada Arisba es trobava a l'illa de Lesbos. Heròdot diu que va ser presa pels habitants de Metimna. Plini el Vell diu que la va destruir un terratrèmol.